# Gibson Daudau
Gibson Daudau (3 settembre 1988) è un calciatore salomonese, centrocampista dei Solomon Warriors.

## Carriera

### Club
Ha giocato nel campionato salomonese e vanuatuano.

### Nazionale
Ha esordito con la Nazionale salomonese nel 2016.